# Esperança, Pau i Llibertat
Esperança, Pau i Llibertat (Esperanza, Paz y Libertad, EPL) és el nom que va adoptar, el 1991, l'antic grup guerriller de Colòmbia Exèrcit Popular d'Alliberament, EPL quan va deixar les armes i va iniciar la via política. El nom fou escollit per tal de tenir les mateixes sigles que el grup anterior, que de fet va seguir existint mantingut per un sector minoritari. És de tendència socialdemòcrata i té molt poca incidència en l'electorat, però si té alguna penetració en els mitjans sindicals. La seva bandera és blanca amb un emblema amb el nom i tres estels amb els colors colombians. El logotipus és una mà en forma de colom i un ram de llorer.